# 文宗 (朝鮮王)
文宗（ぶんそう、ムンジョン、1414年11月15日 - 1452年6月1日）は、李氏朝鮮の第5代国王（在位：1450年 - 1452年）。姓は李、名は珦（きょう、ヒャン、향）。王位継承以前に摂政を務める。

## 系譜
父は第4代国王世宗。母は昭憲王后・沈氏。弟は世祖(首陽大君)、および安平大君、広平大君、錦城大君などが、子女には端宗などがいる。

## 概略
1414年、世宗の長男として生まれる。1421年、7歳で王世子（王の跡継ぎ）となる。
1436年に世宗が即位した当初糖尿病により病弱で健康状態が悪化したこともあり、世子への庶務決裁権を譲渡し摂政となることを願った。しかし、臣下に反対され実現しなかった。一方で世宗が六曹直哲制度での実務を維持できる健康状況でもなかった為に議政府署事制に移行する。
それでも世宗には負担であったので1442年(正統7年、世宗24年)に「王が厳然と存在するのに世子が政治を決定させるわけにはいかない」という論理を展開する臣下の反対を押しのけて世宗は世子への庶務決裁権の譲渡を断行し、これ以降より当時世子の文宗は摂政として政務に携わるようになる。世子の摂政にあたり、庶務を管轄し、王の承政院と便殿に相当する擔事院が設置され、国家の重大事以外の庶務は全て世子の決済を受けることになった。
世宗の死去により王位につくが、文宗自身も原因不明の病（癩病の説あり）に倒れ、在位2年、38歳で薨去した。

## 人物
幼少より学問を好み、天文、易学、算術、書道に長けており、従順、判断が慎重であった。王世子時代より陣法を編纂するなど軍政に関心をもった。

## 家系
- 祖父: 太宗（1367年 - 1422年）
- 祖母: 元敬王后閔氏（1365年 - 1420年）
- 父: 世宗（1397年 - 1450年）
- 母: 昭憲王后沈氏（1395年 - 1446年）
  - 姉: 貞昭公主（朝鮮語版）（1412年 - 1424年）
  - 妹: 貞懿公主（朝鮮語版）（1415年 - 1477年）
  - 弟: 首陽大君/世祖 李瑈（1417年 - 1468年）
  - 弟: 安平大君 李瑢（1418年 - 1453年）
  - 弟: 臨瀛大君 李璆（1420年 - 1469年）
  - 弟: 広平大君 李璵（1425年 - 1444年）
  - 弟: 錦城大君 李瑜（1426年 - 1457年）
  - 弟: 平原大君 李琳（1427年 - 1445年）
  - 弟: 永膺大君 李琰（1434年 - 1467年）

### 宗室
- 正室（世子嬪）: 徽嬪金氏（朝鮮語版）（生没年不詳）- 金五文の娘、廃位
  - 子女なし
- 正室（世子嬪）: 純嬪奉氏（朝鮮語版）（生没年不詳）- 奉礪（朝鮮語版）の娘、廃位
  - 子女なし
- 正室: 顕徳王后権氏（1418年 - 1441年）- 花山府院君権専（朝鮮語版）の娘。世子嬪在位中に産褥死、死後追贈
  - 敬恵公主（1436年 - 1474年） - 鄭悰（朝鮮語版）正室
  - 端宗 李弘暐（1441年 - 1457年）- 李氏朝鮮第6代国王
- 後宮: 粛嬪洪氏（朝鮮語版）（生没年不詳）- 洪深の娘
  - 翁主（生年不詳 - 1444年）[2]
- 後宮: 司則楊氏（朝鮮語版）（生没年不詳）
  - 敬淑翁主（朝鮮語版）（1439年 - 1482年）- 姜子順（朝鮮語版）正室
  - 翁主（生年不詳 - 1451年）[3]
- 後宮: 淑儀文氏（朝鮮語版）（1426年 - 1508年[4]）- 文敏（朝鮮語版）の娘
- 後宮: 承徽鄭氏（生没年不詳）[5][6]
  - 王子（生没年不詳）[6][注釈 1]
- 後宮: 宮人張氏（生没年不詳）[6]
  - 王子（生没年不詳）[6][注釈 1]

## 文宗が登場する作品
小説
- 彩虹 - キム・ビョラ作、ヘネム出版社、2011年 ISBN 9788965743286
- 亥時の蜃楼 - ユン・イス（朝鮮語版）作、NAVERウェブ小説、2015-2016年[8]。ヘネム出版社、2016年、全5巻 ISBN 9788965745662（第1巻）

映画
- 神機箭（シンギジョン）（朝鮮語版）（2008年、配役: パク・ジョンチョル（朝鮮語版））[9]
- 観相師 -かんそうし-（2013年、配役: キム・テウ（朝鮮語版））
- 世宗大王 星を追う者たち（朝鮮語版）（2019年、配役: パク・ソンフン）

テレビドラマ
- 破天舞（KBS、1980年、日本未公開、配役: ペク・ユンシク（朝鮮語版））[10]
- 韓明澮 〜朝鮮王朝を導いた天才策士〜（KBS、1994年、配役: ソン・スンファン）
- 王と妃（KBS、1998-2000年、配役: チョン・ムソン（朝鮮語版））
- 大王世宗（KBS、2008年、配役: イ・サンヨプ（朝鮮語版）、カン・ビ（朝鮮語版）（子役））
- 王女の男（KBS、2011年、配役: チョン・ドンファン）
- インス大妃（JTBC、2012年、配役: ソヌ・ジェドク（朝鮮語版））
- チャン・ヨンシル 〜朝鮮伝説の科学者〜（KBS、2016年、配役: ハン・ジョンウ（朝鮮語版）、チェ・スンフン（朝鮮語版）（子役））